# Roll Over Beethoven
Roll over Beethoven er en rock 'n' roll sang med tekst og musik af den amerikanske musikeren og komponisten Chuck Berry, den originale version, indspillet af Chuck Berry, blev frigivet af pladeselskabet Chess Records i 1956.

## Baggrund
Ifølge Rolling Stone, skrev han sangen som et svar på, da hans søster Lucy plejede at bruge familiepianoet til at spille klassisk musik, mens han selv spillede populær musik.

## Coverversioner
Mange andre band og artister har siden fortolket denne sang, hvor nogle eksempler er:
- The Beatles
- The Sonics
- Electric Light Orchestra
- Eddie Meduza (på B-sidan til singlen Såssialdemokraterna[2] og slutter på dansk med ordene "Ja, tak så meget for i aften)[3]
- The Byrds
- Iron Maiden (i deres version kaldet "Roll Over Vic Vera")
- Gene Vincent
- Jerry Lee Lewis